# Detlef Kästner
Detlef Kästner (n. 20 martie 1958, Wurzen, Republica Democrată Germană) este un boxer ce a reprezentat Germania, medaliat olimpic. A participat la o ediție a Jocurilor Olimpice (1980) în care a câștigat o medalie de bronz.

## Participări
Lista de mai jos prezintă principalele competiții la care a participat Detlef Kästner de-a lungul carierei.
- boxing at the 1980 Summer Olympics – light middleweight[*]